# Pułk Lekkiej Kawalerii Ziemi Nurskiej
Pułk Lekkiej Kawalerii Ziemi Nurskiej – polski oddział kawalerii wchodzący w skład wojsk powstańczych okresu insurekcji kościuszkowskiej.

## Formowanie i walki
Pułk sformowany został na przełomie lipca i sierpnia 1794 przez  gen. mjr. Aleksandra i płk. Norberta Zielińskich. Zalążkiem pułku byli ochotnicy, którzy w czerwcu zorganizowani zostali w oddział i służyli u boku gen. mjr. Aleksandra Zielińskiego. Początkowo Zielińscy zamierzali zorganizować pułk strzelców konnych. Z powodu braku wystarczającej liczby karabinów, przedsięwzięcie to nie zostało zrealizowane. 14 lipca jednostka liczyła około 300 żołnierzy, a 3 października pułk liczył 747 „szabel”.

## Żołnierze pułku
Organizatorami pułku byli bracia Aleksander i Norbert Zielińscy, a jego dowódcą były rotmistrz powstańczego korpusu towarzyskiego kawalerii ppłk Augustyn Zawadzki. Dowódcą 1 szwadronu był  rtm. Stanisław Luba, 2. – rtm. Stanisław Klicki,  3. – rtm. Andrzej Godlewski, 4. – rtm. Jan Miłoński, 5 – rtm. Józef Mostowski i 6. – rtm. Ksawery Zieliński. Ponadto w pułku służyli: por. Jan Kamiński  i por. Józef Zawistowski.